# Spiral Architect

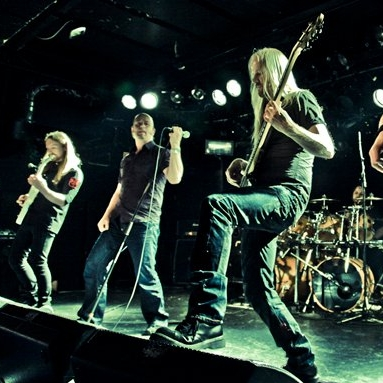

Spiral Architect is een Noorse progressieve-metalband met invloeden van technische metal en jazzfusion, afkomstig uit Oslo, Noorwegen.
Na de oprichting in 1993 heeft de groep een demo en een album opgenomen, A Sceptic's Universe. Ook vertolkte de band een nummer van Fates Warning, getiteld "A Prelude To Ruin", voor het tribuutalbum Through Different Eyes - A Tribute to Fates Warning. Zanger Øyvind Hægeland was leadzanger van de Noorse progressieve-metalband Manitou gedurende de jaren 90, de avant-gardemetalband Arcturus van 2003-2005 en Scariot voor hun laatste studioalbum. 
Drummer Asgeir Mickelson speelde drums voor de Noorse heavymetalband Borknagar van 2000 tot 2008, alsook drumsessies, en livedrums voor verschillende bands, zoals Testament, Sturmgeist, Vintersorg, Enslavement of Beauty, Ihsahn en Lunaris. Gitarist Steinar Gundersen heeft sinds 2000 gewerkt als sessiegitarist voor de Noorse blackmetalband Satyricon. Steinar Gundersen en Lars K. Norberg zijn leden van de blackmetalband System: Obscure. Asgeir Mickelson en Lars K. Norberg zijn leden van de deathmetalband Thornbound.

## Bandleden

### Huidige bezetting
- Øyvind Hægeland − zang, keyboard
- Steinar Gundersen − leadgitaar
- Lars K. Norberg − basgitaar, samples
- Asgeir Mickelson − drums

### Vroegere bezetting
- Andreas Jonsson − slaggitaar
- Kaj Gornitzka − slaggitaar
- Leif Knashaug − zang

## Discografie
- A Sceptic's Universe (2000)